# Тулуксак (аэропорт)
Аэропорт Тулуксак (англ. Tuluksak Airport), (ИАТА: TLT, FAA LID: TLT) — государственный гражданский аэропорт, обслуживающий воздушные перевозки района Тулуксак, (Аляска), США.

## Операционная деятельность
Аэропорт Тулуксак расположен на высоте 9 метров над уровнем моря и эксплуатирует одну взлётно-посадочную полосу:
- 2/20 размерами 750 x 9 метров с гравийным покрытием.